# Yi jian mei (Lied)
Yi jian mei (chinesisch 一剪梅, Pinyin Yījiǎn méi, englisch One Plum Blossom – „Eine Pflaumenblüte“) ist ein Mandopop-Lied des taiwanischen Sängers Fei Yu-ching (費玉清) aus dem Jahr 1983, das erstmals in seinem Album Wasser des Jangtse-Flusses (長江水) veröffentlicht wurde. Eine erneuerte Version des Liedes wurde im Jahr 2010 in seinem Album Grenzenlose Liebe (天之大) veröffentlicht.
Das melancholische Liebeslied wird weitgehend als Markenzeichen von Feis Musikkarriere betrachtet. In dem Lied geht um die unsterbliche Liebe des Sängers, die er mit einem im Winter blühenden Pflaumenbaum vergleicht. Seit den 1980er Jahren ist es ein beliebtes Lied in Großchina und gilt seitdem als zeitloser Klassiker. Es war das Titellied für das im Jahr 1984 von China Television produzierte taiwanische Drama Eine Pflaumenblüte.

## Hintergrund

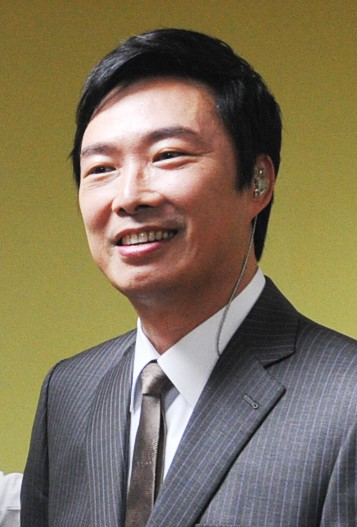
Sänger Fei Yu-ching (2012)

Das im Jahr 1983 auf Mandarin erschienene Album Wasser des Jangtse-Flusses enthielt erstmals das Lied, das ursprünglich als Titelsong für eine taiwanische TV-Dramaserie mit dem Titel Träume zurück zur Grenzstadt (邊城夢回) gedacht war. Letztlich wurde die TV-Dramaserie nicht veröffentlicht und das Lied wurde stattdessen als Titelsong für das im Jahr 1984 erschienene taiwanische TV-Drama Eine Pflaumenblüte verwendet und wurde somit innerhalb der taiwanischen Bevölkerung populär.
Im Jahr 1988 wurde das Drama Eine Pflaumenblüte auf China Central Television (CCTV) ausgestrahlt und wurde somit auch in Festlandchina bekannt. Das Lied wurde als Titelsong einer im Jahr 2009 ausgestrahlten, aus Festlandchina stammende Remake-Version des taiwanischen TV-Dramas aus dem Jahr 1983 mit dem Titel 新一剪梅 englisch (New One Plum Blossom) wiederverwendet, wobei Wallace Huo die Hauptrolle spielt.
Im Jahr 2019 führte der in Peking lebende taiwanische Sänger Peter Chen das Lied bei einem von der CCTV organisiertem Mondfest-Konzert auf. Im selben Jahr gab Fei, der zuvor seinen formellen Rücktritt angekündigt hatte, an verschiedenen Orten Abschiedskonzerte und sang am 7. November 2019 das Lied bei einer Abschlussveranstaltung in der Taipei Arena.

## Internet-Phänomen

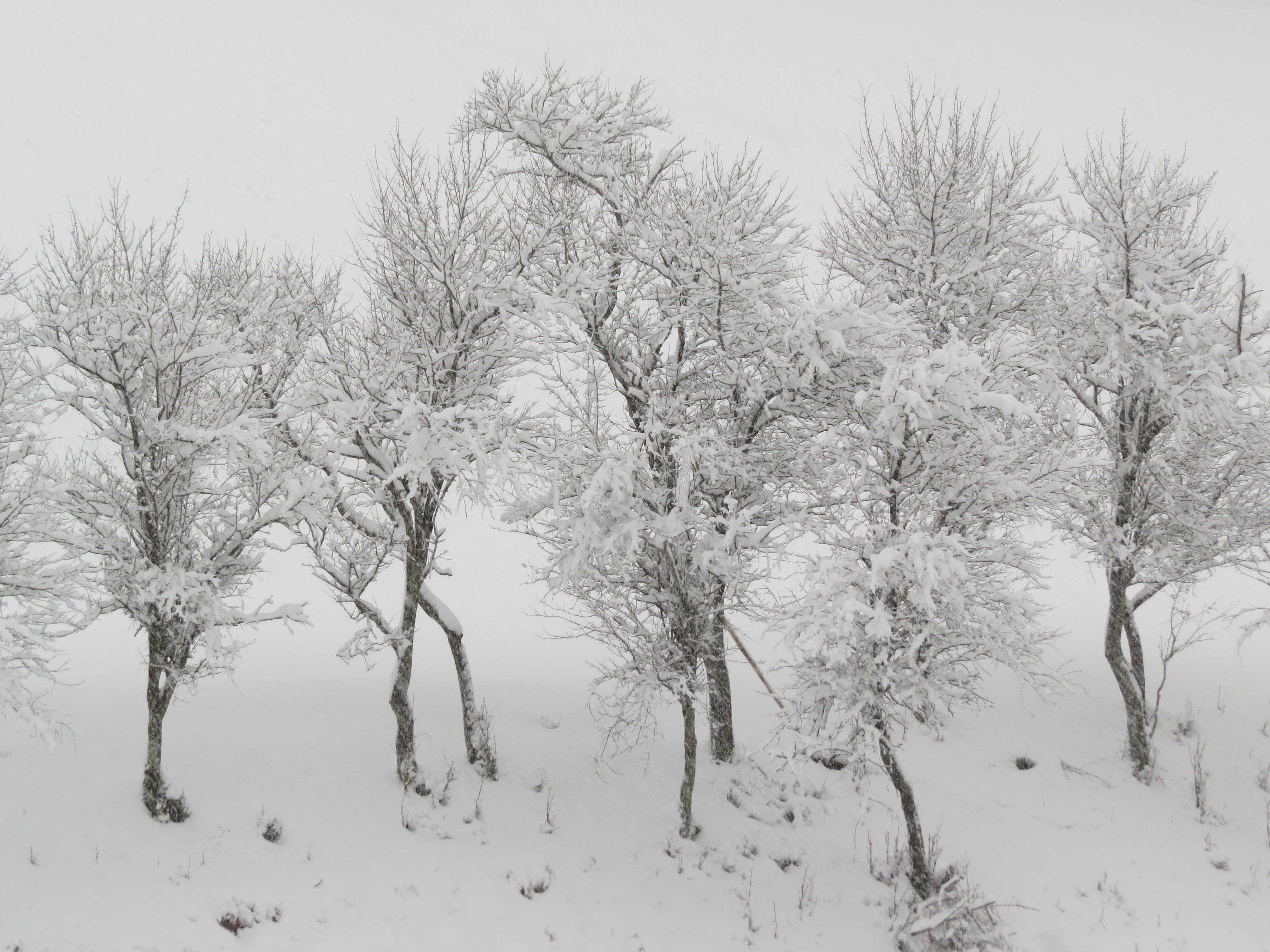
Zwetschgenbäume im Winter

Im Jahr 2020 ging ein Selfie-Videoclip mit dem Lied viral, was dazu führte, dass das Lied in Form von Memes und Cover-Videos über das Internet verbreitet wurde.
Im Januar 2020 wurde das Video von dem in Peking lebenden Schauspieler und Filmregisseur Zhang Aiqin (張愛欽) auf dem chinesischen Videoportal Kuaishou (快手) gepostet. In dem Video filmt er sich selber beim Singen des Refrains des Liedes mit einer etwas schiefen Stimme, während er in einem schneebedeckten Park läuft. Zhang ist bekannt für seine Glatze und seinen Eierkopf, weshalb er auch unter dem Namen Eggman oder Duck Egg bekannt ist.
Im Mai 2020 erreichte der Song ein internationales Publikum und wurde zu einem Meme auf dem Videoportal TikTok. In Ländern wie Norwegen, Schweden, Finnland und Neuseeland erreichte das Lied die Höchstplatzierungen der jeweiligen Viral 50 der Spotify Charts.
Das Lied ist ebenfalls unter der romanisierten Schreibweise der Verse vom Anfang des Refrains, der Xue hua piao piao bei feng xiao xiao (雪花飄飄北風蕭蕭,  Xuěhuā piāopiāo Běifēng xiāoxiāo, dt. „Der Schnee fällt, der Nordwind weht“) lautet, bekannt. Aufgrund der Popularität des Internet-Memes wurde auf den Musikstreaming-Plattformen wie Spotify und YouTube Music neben dem offiziellen Songtitel die romanisierten Verse vom Anfang des Refrains in den Songtitel gesetzt.
Fei Yu-ching, der im November 2019 in den Ruhestand ging, erklärte, dass er sich durch die plötzliche internationale Popularität des Liedes geschmeichelt und geehrt fühle, betonte aber auch, dass er sich bereits aus der Mandopop-Szene zurückgezogen habe und nicht mehr zurückkehren wird.